# Casco frigio

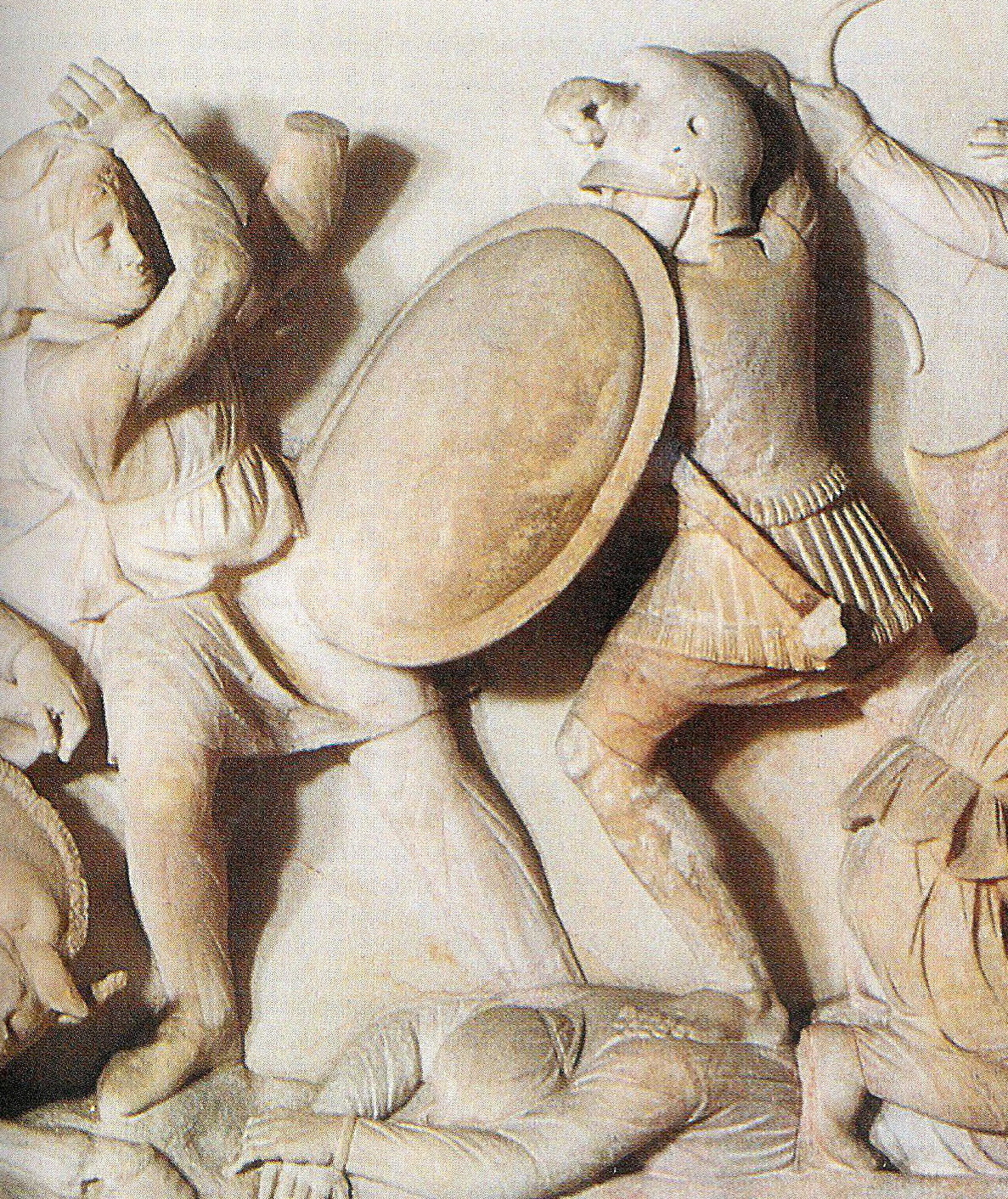
Infante de los pezhetairoi del Ejército macedonio con casco frigio.

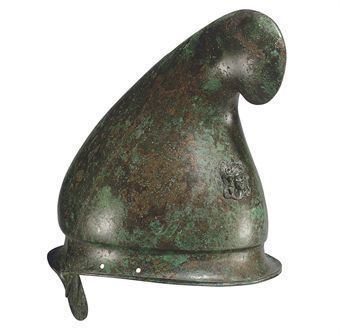
Casco frigio, 350-300 a. C.

El casco frigio era un tipo de casco de origen griego empleado en la Grecia clásica (comprendida Macedonia), Tracia, Dacia, el periodo helenístico e Italia en la segunda mitad del I milenio a. C. Debe su nombre a la semejanza con el gorro frigio, símbolo de los revolucionarios franceses.
Formaba parte de la dotación en el ejército de Alejandro Magno y era utilizado preferentemente por la infantería. También se conoce como casco tracio. No debe confundirse con el usado por los gladiadores en combate.
En las islas Baleares se hallaron unas estatuillas de guerreros del periodo de la Edad del Hierro denominado Talayótico IV tocados con este tipo de casco.